# Dmitrij Archipow
Dmitrij Nikołajewicz Archipow (ros. Дмитрий Николаевич Архипов, ur. 1 kwietnia 1981 w Chirchiqu) – rosyjski narciarz, specjalista narciarstwa dowolnego. 

## Kariera sportowa
Jego największym sukcesem jest złoty medal w skokach akrobatycznych wywalczony podczas mistrzostw świata w Deer Valley. Zajął także dwunaste miejsce w tej samej konkurencji na igrzyskach olimpijskich w Salt Lake City. W Pucharze Świata zadebiutował 12 stycznia 2002 roku w Mont Tremblant, gdzie zajął szóste miejsce. Tym samym już w swoim debiucie wywalczył pierwsze pucharowe punkty. Na podium zawodów tego cyklu po raz pierwszy stanął 27 stycznia 2002 roku w Whistler, kończąc rywalizację na pierwszym miejscu. W zawodach tych wyprzedził dwóch Kanadyjczyków: Nicolasa Fontaine’a i Jeffa Beana. Najlepsze wyniki osiągnął w sezonie 2002/2003, kiedy to zwyciężył w klasyfikacji generalnej i w klasyfikacji skoków akrobatycznych. Ponadto w sezonie 2004/2005 był czwarty w klasyfikacji skoków.
W 2006 r. zakończył karierę.

## Osiągnięcia

### Igrzyska olimpijskie
| Miejsce | Dzień     | Rok  | Miejscowość    | Konkurencja        | Zwycięzca    |
| ------- | --------- | ---- | -------------- | ------------------ | ------------ |
| 15.     | 19 lutego | 2002 | Salt Lake City | Skoki akrobatyczne | Aleš Valenta |

### Mistrzostwa świata
| Miejsce | Dzień    | Rok  | Miejscowość | Konkurencja        | Zwycięzca     |
| ------- | -------- | ---- | ----------- | ------------------ | ------------- |
| 1.      | 1 lutego | 2003 | Deer Valley | Skoki akrobatyczne | -             |
| 16.     | 18 marca | 2005 | Ruka        | Skoki akrobatyczne | Steve Omischl |

#### Miejsca w klasyfikacji generalnej
- sezon 2001/2002: 11.
- sezon 2002/2003: 1.
- sezon 2003/2004: 32.
- sezon 2004/2005: 14.
- sezon 2005/2006: 120.

#### Miejsca na podium
1. Whistler – 27 stycznia 2002 (skoki) – 1. miejsce
2. Lake Placid – 17 stycznia 2003 (skoki) – 1. miejsce
3. Fernie – 26 stycznia 2003 (skoki) – 2. miejsce
4. Steamboat Springs – 7 lutego 2003 (skoki) – 1. miejsce
5. Špindlerův Mlýn – 1 marca 2003 (skoki) – 1. miejsce
6. Špindlerův Mlýn – 2 marca 2003 (skoki) – 2. miejsce
7. Sauze d’Oulx – 10 marca 2004 (skoki) – 2. miejsce
8. Lake Placid – 14 stycznia 2005 (skoki) – 1. miejsce

- W sumie 5 zwycięstw, 3 drugie miejsca.